# Andrej Burić
Andrej Burić (* 6. Februar 1989 in Rijeka) ist ein ehemaliger kroatischer Skilangläufer. 

## Werdegang
Burić nahm von 2005 bis 2014 vorwiegend am Alpencup und am Balkancup teil, welchen er 2013 mit dem dritten Rang in der Gesamtwertung beendete. Bei der nordischen Skiweltmeisterschaft 2009 in Liberec belegte er den 99. Platz im Sprint. Bei den Olympischen Winterspielen 2010 in Vancouver erreichte er den 75. Rang über 15 km Freistil. Sein erstes von fünf Weltcuprennen lief er im Dezember 2010 in Davos, welches er mit dem 95. Rang im Sprint beendete. Bei der nordischen Skiweltmeisterschaft 2011 in Oslo errang er den 96. Platz im Sprint und den 84. Platz über 15 km klassisch. Bei der nordischen Skiweltmeisterschaft 2013 im Val di Fiemme kam er auf den 109. Rang über 15 km Freistil und den 71. Platz im Sprint. In der Saison 2013/14 erreichte er in Szklarska Poręba mit dem 55. Platz im Sprint und im 15-km-Massenstartrennen sein bestes Resultat im Weltcupeinzel.